# Centrale nucleare di Oskarshamn
La centrale nucleare di Oskarshamn è una centrale elettronucleare svedese situata presso la città di Oskarshamn, nella contea di Kalmar, in Svezia. L'impianto è composto da 3 reattori BWR per 2511 MW di potenza netta.

## Potenziamento dell'impianto
Si sta provvedendo ad aumentare la potenza del reattore 3 per portarlo ad aumentare la potenza del 21% fino a 1450 MW, questo aumento ha un costo stimato di 180 milioni €.